# براداراتس (پوژارواتس)
براداراتس (به صربی: Bradarac) یک منطقهٔ مسکونی در صربستان است که در ناحیه برانیچوو واقع شده‌است. براداراتس ۸۷۴ نفر جمعیت دارد.